# The St. James
The St. James – budynek w Filadelfii w USA, zaprojektowany przez Soloman Cordell Buenz & Associates. Jego budowa zakończyła się w 2004 roku. Ma 152 metrów wysokości i 45 pięter. Jest wykorzystywany w celach mieszkalnych. Został wykonany w stylu szkoły chicagowskiej.